# FDP-Bundesparteitag 2025
Der FDP-Bundesparteitag 2025 fand vom 16. bis 17. Mai 2025 im Estrel Congress Center in Berlin statt. Es war der 76. ordentliche Bundesparteitag der FDP in der Bundesrepublik Deutschland.

## Ablauf
Der Parteitag wurde am 16. Mai 2025 durch den stellvertretenden Bundesvorsitzenden Johannes Vogel eröffnet. Es folgten unter anderem die Rechenschaftsberichte der Mitglieder des Bundesvorstands und die Entlastung desselben.
Der scheidende Bundesvorsitzende Christian Lindner hatte bereits nach dem Ausscheider der Partei aus dem Bundestag nach der Bundestagswahl 2025 angekündigt, nach rund zwölf Jahren als Vorsitzender nicht erneut zu kandidieren.
Einziger Bewerber als neuer Bundesvorsitzender war der frühere Chef der FDP-Bundestagsfraktion Christian Dürr. In seiner Bewerbungsrede kündigte er einen Modernisierungsprozess sowie die Erarbeitung eines neuen Grundsatzprogramms an. Er wurde mit 82 Prozent der Delegiertenstimmen gewählt.
Weitergehend wurde bei den Wahlen zum Bundesvorstand Wolfgang Kubicki als Parteivize bestätigt. Svenja Hahn und Henning Höne wurden neu als stellvertretende Vorsitzende gewählt.
Die Delegierten fassten verschiedene Beschlüsse, unter anderem stimmten sie dem Leitantrag des Bundesvorstands „Mut zum Neuanfang“ und einem Antrag des Landesverbandes Baden-Württemberg mit dem Titel „Wirtschaftswende jetzt!“ zu.
Zuletzt wurden die Delegierten für den ALDE-Kongress gewählt.

## Wahlen
Dem Bundesvorstand gehören nach der Neuwahl 2025 an:
| Position                                 | Name |
| ---------------------------------------- | --- |
| Vorsitzender                             | Christian Dürr |
| Stellvertretender Vorsitzender           | Wolfgang Kubicki |
| Stellvertretende Vorsitzende             | Svenja Hahn |
| Stellvertretender Vorsitzender           | Henning Höne |
| Schatzmeister                            | Michael Georg Link |
| Beisitzer im Präsidium                   | Florian Toncar |
| Beisitzer im Präsidium                   | Lydia Maria Hüskens |
| Beisitzer im Präsidium                   | Susanne Seehofer |
| Generalsekretär                          | Nicole Büttner |
| 1. Abteilung Beisitzer im Bundesvorstand | Judith Skudelny, Katja Hessel, Daniela Kluckert, Zyon Braun, Thore Schäck, Finn Ole Ritter, Thorsten Lieb, Gero Pickert, Konstantin Kuhle, Moritz Körner, Steven Wink, Angelika Hießerich-Peter, Torsten Herbst, Andreas Silbersack, Christopher Vogt                                                   |
| 2. Abteilung Beisitzer im Bundesvorstand | Linda Teuteberg, Otto Fricke, Jens Teutrine, Maria Westphal, Johannes Vogel, Wiebke Knell, Anja Schulz, Ria Schröder, Jens Brandenburg, Frank Schäffler, Franziska Brandmann, Muhanad Al-Halak, Alexander Müller, Maren Jasper-Winter, David Dietz, Marko Miholic, Helmer Krane, Marie-Florence Mahwera |